# اچ‌ام‌اس جکل (۱۹۱۱)
اچ‌ام‌اس جکل (۱۹۱۱) (به انگلیسی: HMS Jackal (1911)) یک کشتی بود که طول آن ۲۴۶ فوت (۷۵ متر) بود. این کشتی در سال ۱۹۱۱ ساخته شد.